# Sedum rupestre
Sedum rupestre és una espècie de planta crassulàcia.

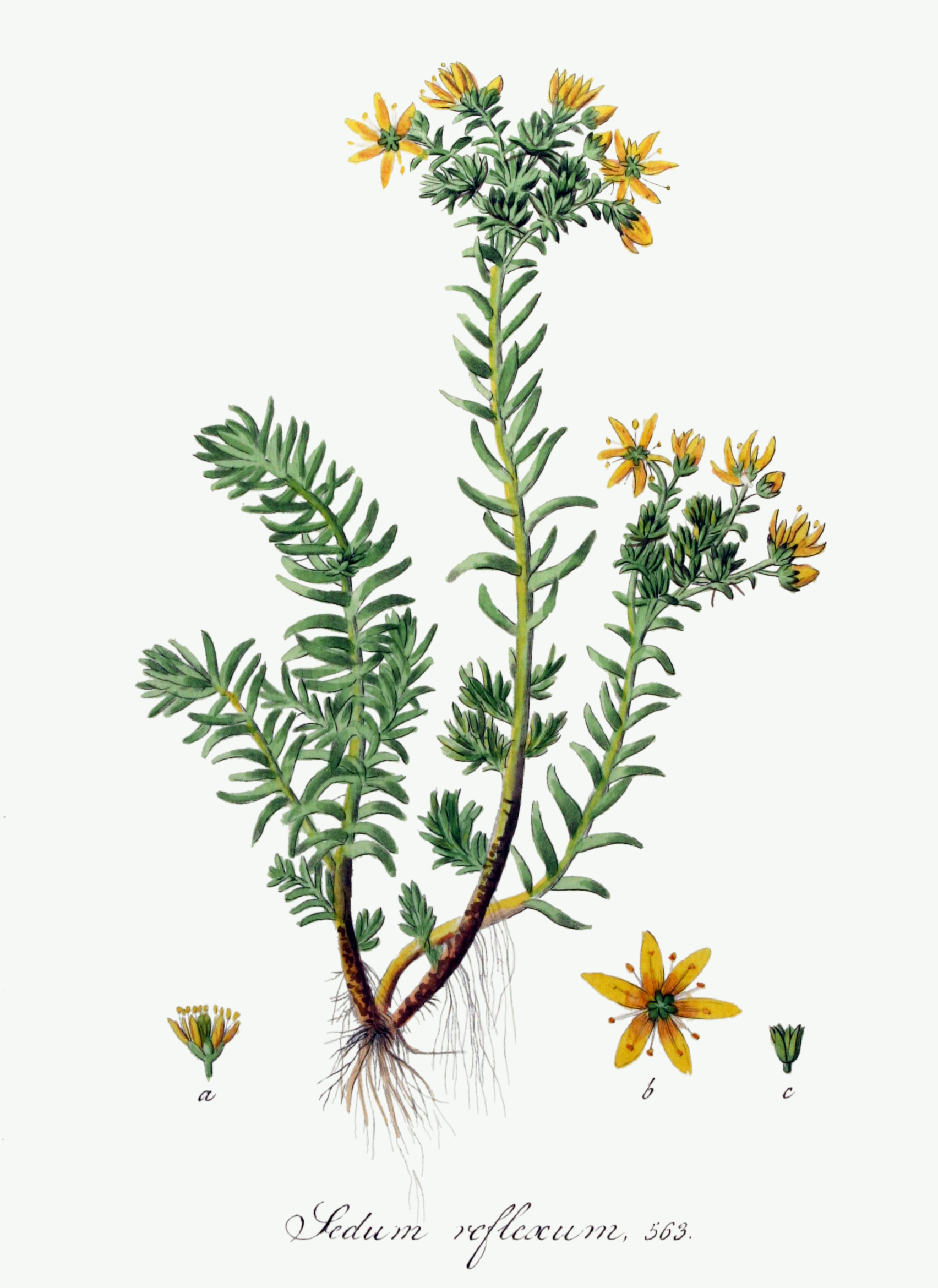
Il·lustració

## Descripció
Sedum rupestre és una petita planta herbàcia perennifòlia de tiges floríferes més o menys altes, que arriben als 15-30 cm d'alt; hi ha també tiges estèrils més curtes. Les fulles són fusiformes i estretes (fins a 2 mm d'amplada). Els pètals són grocs, amb el nervi mitjà més fosc.

## Distribució i hàbitat
Té una distribució eurosiberiana, es troba als replans de les roques, pastures pedregoses preferentement sobre substrat silíci.

## Taxonomia
Sedum rupestre va ser descrita per Linnaeus i publicada a Species Plantarum 1: 431–432. 1753.
Etimologia
rupestre: epítet específic llatí derivat de rupes, is (roca) i que significa "creixent entre les roques".
Sinònims
- Hylotelephium telephium subsp. ruprechtii H.Ohba
- Petrosedum reflexum (L.) Grulich
- Petrosedum rupestre (L.) P.V.Heath
- Petrosedum rupestre subsp. reflexum (L.) Velayos
- Sedum albescens Haw.
- Sedum reflexum L.
- Sedum rupestre subsp. reflexum Hegi i E.Schmid[4][5]